# هاوکر وودکوک
هاوکر وودکوک (به انگلیسی: Hawker Woodcock) یک هواپیمای ساختِ کارخانهٔ هاوکر ایرکرفت در کشور بریتانیا است که در سال ۱۹۲۴–۱۹۲۶ ساخته شد. نخستین استفاده‌کنندهٔ این هواپیما نیروی هوایی سلطنتی بریتانیا بوده‌است. این هواپیما برای نخستین بار در ۱ مارس ۱۹۲۳ میلادی مورد استفاده قرار گرفت.